# Ahmed Thabit
Ahmed Thabit – tanzański piłkarz grający na pozycji pomocnika. W swojej karierze grał w reprezentacji Tanzanii.

## Kariera klubowa
W swojej karierze piłkarskiej Thabit grał w klubie Young Africans SC.

## Kariera reprezentacyjna
W reprezentacji Tanzanii Thabit zadebiutował w 1980 roku. W tym samym roku powołano go do kadry na Puchar Narodów Afryki 1980. Na tym turnieju rozegrał dwa mecze grupowe: z Egiptem (1:2) i z Wybrzeżem Kości Słoniowej (1:1).